# Fryderyk Wilhelm I Pruski
Fryderyk Wilhelm I (ur. 14 sierpnia 1688 w Berlinie, zm. 31 maja 1740 w Poczdamie) – od 1713 roku król w Prusach i elektor Brandenburgii, twórca militarnej potęgi Prus.

## Następca tronu
Fryderyk Wilhelm był jedynym synem Fryderyka I Hohenzollerna (1657–1713) i Zofii Charlotty Hanowerskiej (1668–1705). Wychowywał się na kulturalnym i pełnym przepychu dworze swego ojca, który 18 stycznia 1701 w Królewcu koronował się na „króla w Prusach” (in Prussia) przyjmując imię Fryderyka I. 
Matka kronprinza przejawiała fascynację francuskim oświeceniem, prowadziła korespondencję z tamtejszymi filozofami, m.in. z Wolterem. Dlatego przekonała swojego męża o wychowaniu ich syna w duchu tej epoki i tych prądów umysłowych. Skutkiem tego pierwszą wychowawczynią księcia została pani de Montbail – hugenotka osiadła w Berlinie po uchyleniu edyktu nantejskiego przez króla Francji Ludwika XIV. Przez to wychowanie na początku swojego życia Fryderyk Wilhelm mówił lepiej po francusku, niż po niemiecku.
Od młodości pogardzał światowym blichtrem i odrzucał wszechstronną edukację. Interesowały go rzeczy praktyczne i konkretne. Na wszystko patrzył przez pryzmat kosztów i efektów. W życiu prywatnym był człowiekiem brutalnym, despotycznym i dewotem, co we wstrząsający sposób opisała w swoim pamiętniku jego córka Wilhelmina. Ze szczególnym sadyzmem odnosił się do swojego syna i następcy tronu, u którego „wykształcił” przez to psychotyczne cechy osobowości.

## Król

### Polityka wewnętrzna

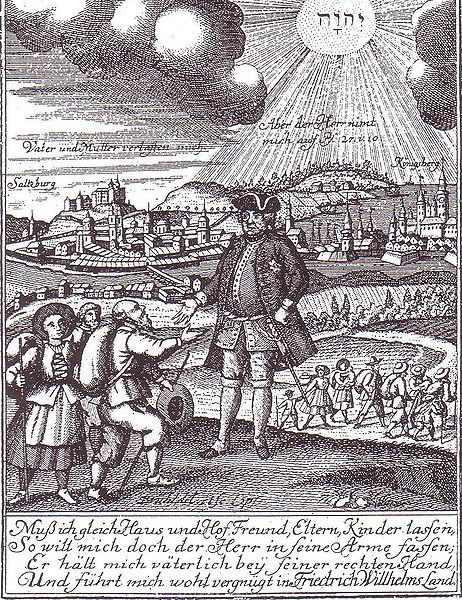
Fryderyk Wilhelm I wita protestanckich uchodźców z Salzburga. W sumie do Prus przybyło 30 tysięcy osadników z Księstwa Salzburga (rycina z 1742 roku)

Fryderyk Wilhelm I od początku panowania postawił na wszechstronną ingerencję państwa w życie społeczne i gospodarcze swoich poddanych. Za pomocą swoich urzędników kontrolował rynek pracy, ceny towarów i usług, kierunki handlu czy politykę celną. Jego państwo wspomagało rozwój gospodarczej infrastruktury oraz wzmacniało aktywność administracji. Nowe zadania otrzymały policja porządkowa i urbanistyczna. Narodziła się publiczna służba zdrowia. Jednak najwięcej uwagi nowy król poświęcał armii. Wraz z księciem Leopoldem z Anhaltu-Dessau stworzył osławiony „pruski dryl”, żelazną dyscyplinę, czyli te cechy, które przeszły do historii pod nazwą pruskiego militaryzmu.
Zasadnicze zmiany w armii objęły całe spektrum spraw. Nastąpiło przejście od armii siedemnastowiecznej opartej głównie na formacjach zaciężnych do nowoczesnej armii doskonale wyszkolonej i poddanej surowej dyscyplinie. Fryderyk Wilhelm zmienił zasady rekrutacji. Każdy pułk jazdy i regiment piechoty otrzymały w kraju swój okręg. To z niego prowadziły rekrutacje. Stworzył nowy, zawodowy korpus oficerów i korpus podoficerów. Wprowadził nowy program szkolenia, uzbrojenia i umundurowania żołnierzy.

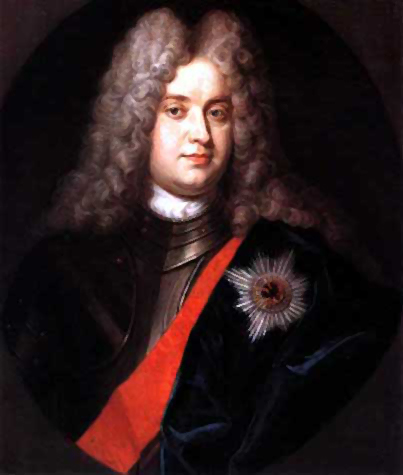
Fryderyk Wilhelm I Hohenzollern

Fryderyk Wilhelm I umocnił i definitywnie rozwinął absolutyzm w Prusach. Dokończył dzieła likwidowania wszelkiej politycznej roli stanów, które rozpoczął jego poprzednik Wielki Elektor. Zmienił pozycję junkrów. Opierając się na wiernej sobie kaście urzędników pozbawił szlachtę monopolu na rządzenie krajem. W celu uformowania nowego państwa pruskiego dwie centralne instytucje administracyjne państwa: Generalny Komisariat Wojny i Generalną Dyrekcję Finansów połączył w jeden centralny kolegialny organ: w Generalne Dyrektorium. W ten sposób całość spraw administracji i finansów znalazła się w jednych rękach. Była to zasadnicza reforma ustrojowa doby jego rządów. Fryderyk Wilhelm nadzorował całość na drodze pisemnych decyzji gabinetowych.
Fryderyk Wilhelm I był merkantylistą. Prowadził jasną i spójną politykę finansową. Popierając rozwój handlu i rzemiosła, powstawanie pierwszych manufaktur, politykę rozwoju rolnictwa i kolonizacji kraju był także konsekwentnym egzekutorem nowej polityki podatkowej.
Prowadzona polityka finansowa miała racjonalny charakter. Była twardym fiskalizmem, ale nie chaotyczną grabieżą. Dla realizowania swej polityki król szkolił nowe kadry urzędnicze. Postawił na kameralistykę, która stanowiła zespół umiejętności służących w rządzeniu państwem od ogólnej nauki o administracji poprzez wiedzę ekonomiczną i statystyczną do najważniejszej w praktyce nauki o finansach.
W sprawach wyznania król w ramach panującego luteranizmu jako religii państwowej dążył do zasady tolerancji wobec różnych wyznań. Fryderyk Wilhelm dzięki żarliwości religijnej, jaką przejawiał, stał się wielkim protektorem odnowy religijnej luteranizmu, jakim był krzewiący się w Prusach (Halle) od końca XVII wieku pietyzm. Z uznaniem przyjmował wszechstronną i wielodziedzinową działalność pietyzmu.

### Polityka zagraniczna
Fryderyk Wilhelm nie prowadził polityki ekspansjonistycznej (właściwie jedyną wojną, jaką prowadził, była wojna ze Szwecją, będąca epizodem wojny północnej, w wyniku której przyłączył Pomorze Szczecińskie). Postępował ostrożnie. Bez zastrzeżeń uznawał nadrzędność pozycji cesarza, a tym samym Rzeszy Niemieckiej. Podjął długoletnią współpracę z Austrią oraz okresową współpracę z Anglią. Za jego panowania w 1732 roku podpisany został traktat Loewenwolda (po przystąpieniu doń Prus zwany traktatem trzech czarnych orłów), mający na celu utrzymanie beznadziejnej sytuacji wewnętrznej i gospodarczej Polski. Był przeciwnikiem wprowadzenia przez pozostałych sygnatariuszy traktatu na tron Rzeczypospolitej Augusta III.

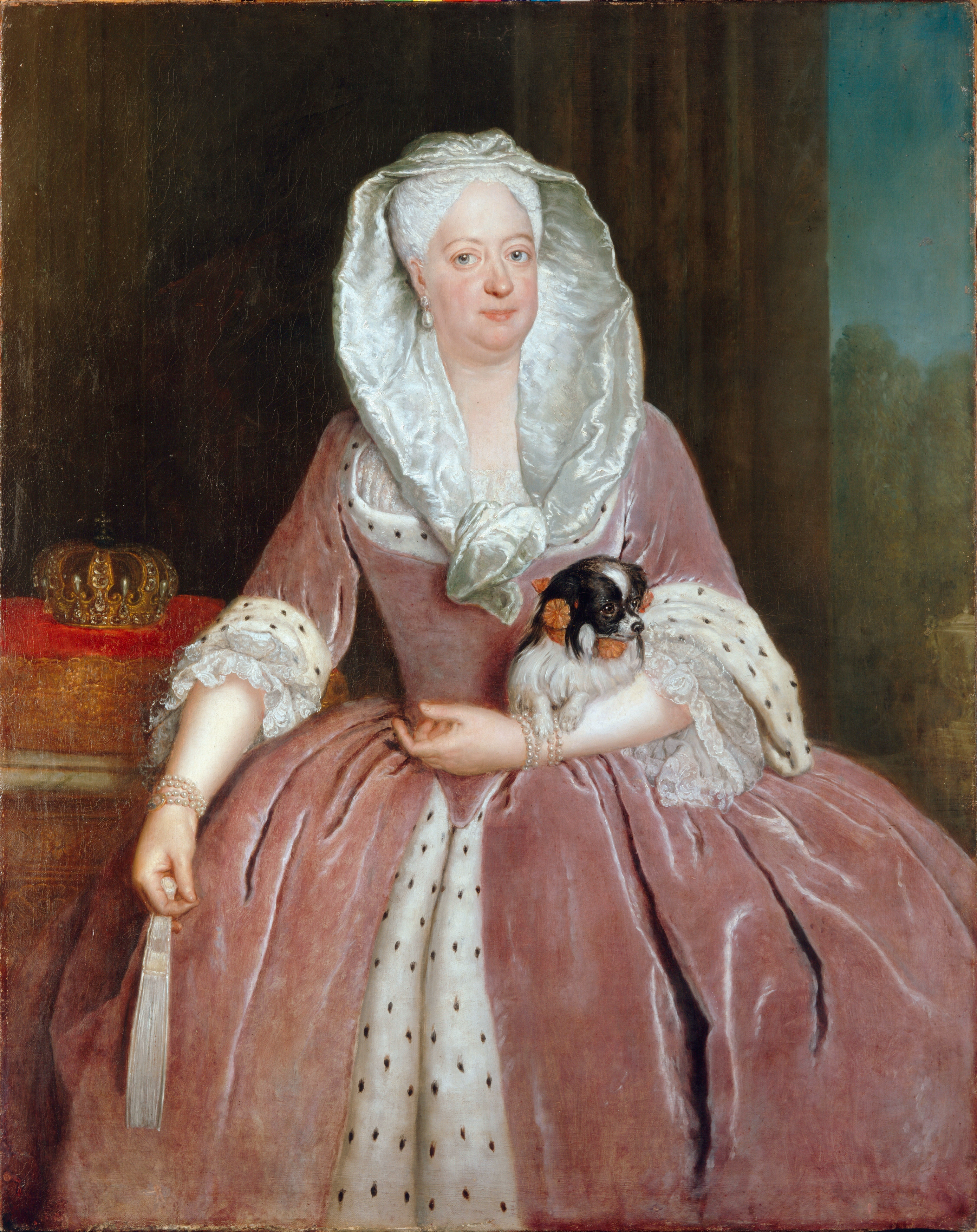
Zofia Hanowerska, portret pędzla Antoine Pesne (1726)

## Małżeństwo i rodzina
Ożenił się z Zofia Dorotą Hanowerską i był ojcem 14 dzieci w tym m.in.:
- Fryderyki Wilheminy (1709–1758) – żony Fryderyka Hohenzollerna, margrabiego Brandenburgii-Bayreuth;
- Fryderyka II (1712–1786) – króla Prus;
- Fryderyki Luizy (1714–1784) – żony Karola Hohenzollerna, margrabiego Brandenburgii-Ansbach;
- Filipy Charlotty (1716–1801) – żony Karola Welfa, księcia Brunszwiku-Wolfenbüttel;
- Zofii Doroty (1719–1765) – żony Fryderyka Wilhelma Hohenzollerna, margrabiego Brandenburgii-Schwedt;
- Ludwiki Ulryki (1720–1782) – żony Adolf Fryderyk Holstein-Gottorp, króla Szwecji;
- Augusta Wilhelma (1722–1758) – ojca króla Prus Fryderyka Wilhelma II;
- Anny Amalii (1723–1787)
- Henryka Ludwika (1726–1802)
- Augusta Ferdynanda (1730–1813)

Zasłynął jako ojciec-tyran. Najokrutniej traktował najstarszego syna, którego chciał wychować na „silnego mężczyznę”. Nie rozumiał i nie pochwalał zainteresowań muzycznych i intelektualnych Fryderyka (np. zabronił mu nauki łaciny). Młody królewicz był tak zastraszony, że postanowił uciec z kraju wraz z towarzyszem, ale po schwytaniu został wtrącony do więzienia w twierdzy w Kostrzynie nad Odrą. Król zażądał dla niego wyroku śmierci (do czego sąd się nie przychylił) i zmusił do obecności przy ścięciu przyjaciela.

## Genealogia
| Prapradziadkowie                                            | elektor Brandenburgii Jan Zygmunt Hohenzollern (1572-1619) ∞1594 Anna Hohenzollern (1576-1625)                | elektor Palatynatu Fryderyk IV Wittelsbach (1574-1610) ∞1593 Luiza Julianna Orańska (1576-1644)               | Wilhelm I Orański (1533-1584) ∞1583 Louise de Coligny (1555-1620)                                          | Jan Albert I Solms-Braunfels (1563–1623) ∞ Agnes Sayn-Wittgenstein (1569–1617)                             | Wilhelm z Brunszwiku-Lüneburg (1535-1592) ∞1561 Dorota Oldenburg (1546 – 1617)                   | landgraf Hesji-Darmstadt Ludwik V (1577-1626) ∞1598 Magdalena Hohenzollern (1582-1616)           | elektor Palatynatu Fryderyk IV Wittelsbach (1574-1610) ∞1593 Luiza Julianna Orańska (1576-1644)  | król Anglii Jakub I Stuart (1566-1625) 1589 Anna Oldenburg (1574-1619)                           |
| Pradziadkowie                                               | elektor Brandenburgii Jerzy Wilhelm Hohenzollern (1595-1640) ∞1616 Elżbieta Charlotta Wittelsbach (1597-1660) | elektor Brandenburgii Jerzy Wilhelm Hohenzollern (1595-1640) ∞1616 Elżbieta Charlotta Wittelsbach (1597-1660) | Fryderyk Henryk Orański (1584-1647) ∞1625 Amalia Solms-Braunfels (1602–1675)                               | Fryderyk Henryk Orański (1584-1647) ∞1625 Amalia Solms-Braunfels (1602–1675)                               | Jerzy z Brunszwiku-Calenberg (1582-1641) ∞1617 Anna Eleonora Hessen-Darmstadt (1601–1649)        | Jerzy z Brunszwiku-Calenberg (1582-1641) ∞1617 Anna Eleonora Hessen-Darmstadt (1601–1649)        | elektor Palatynatu Fryderyk V Wittelsbach (1596-1632) ∞1613 Elżbieta Stuart (1596-1662)          | elektor Palatynatu Fryderyk V Wittelsbach (1596-1632) ∞1613 Elżbieta Stuart (1596-1662)          |
| Dziadkowie                                                  | elektor Brandenburgii Fryderyk Wilhelm I Hohenzollern (1620-1688) ∞1646 Luiza Henriette Nassau (1627-1667)    | elektor Brandenburgii Fryderyk Wilhelm I Hohenzollern (1620-1688) ∞1646 Luiza Henriette Nassau (1627-1667)    | elektor Brandenburgii Fryderyk Wilhelm I Hohenzollern (1620-1688) ∞1646 Luiza Henriette Nassau (1627-1667) | elektor Brandenburgii Fryderyk Wilhelm I Hohenzollern (1620-1688) ∞1646 Luiza Henriette Nassau (1627-1667) | elektor Hanoweru Ernest August Hanowerski (1629-1698) ∞1658 Zofia Dorota Wittelsbach (1630-1714) | elektor Hanoweru Ernest August Hanowerski (1629-1698) ∞1658 Zofia Dorota Wittelsbach (1630-1714) | elektor Hanoweru Ernest August Hanowerski (1629-1698) ∞1658 Zofia Dorota Wittelsbach (1630-1714) | elektor Hanoweru Ernest August Hanowerski (1629-1698) ∞1658 Zofia Dorota Wittelsbach (1630-1714) |
| Rodzice                                                     | Król w Prusach Fryderyk I Hohenzollern (1657-1713) ∞1684 Zofia Charlotta Hanowerska (1668-1705)               | Król w Prusach Fryderyk I Hohenzollern (1657-1713) ∞1684 Zofia Charlotta Hanowerska (1668-1705)               | Król w Prusach Fryderyk I Hohenzollern (1657-1713) ∞1684 Zofia Charlotta Hanowerska (1668-1705)            | Król w Prusach Fryderyk I Hohenzollern (1657-1713) ∞1684 Zofia Charlotta Hanowerska (1668-1705)            | Król w Prusach Fryderyk I Hohenzollern (1657-1713) ∞1684 Zofia Charlotta Hanowerska (1668-1705)  | Król w Prusach Fryderyk I Hohenzollern (1657-1713) ∞1684 Zofia Charlotta Hanowerska (1668-1705)  | Król w Prusach Fryderyk I Hohenzollern (1657-1713) ∞1684 Zofia Charlotta Hanowerska (1668-1705)  | Król w Prusach Fryderyk I Hohenzollern (1657-1713) ∞1684 Zofia Charlotta Hanowerska (1668-1705)  |
| Fryderyk Wilhelm I Hohenzollern (1688-1740), Król w Prusach | | | | |                                                                                                  |                                                                                                  |                                                                                                  |                                                                                                  |